# São Martinho de Bougado
São Martinho de Bougado is een plaats (freguesia) in de Portugese gemeente Trofa en telt 13 933 inwoners (2001).